# Czerce

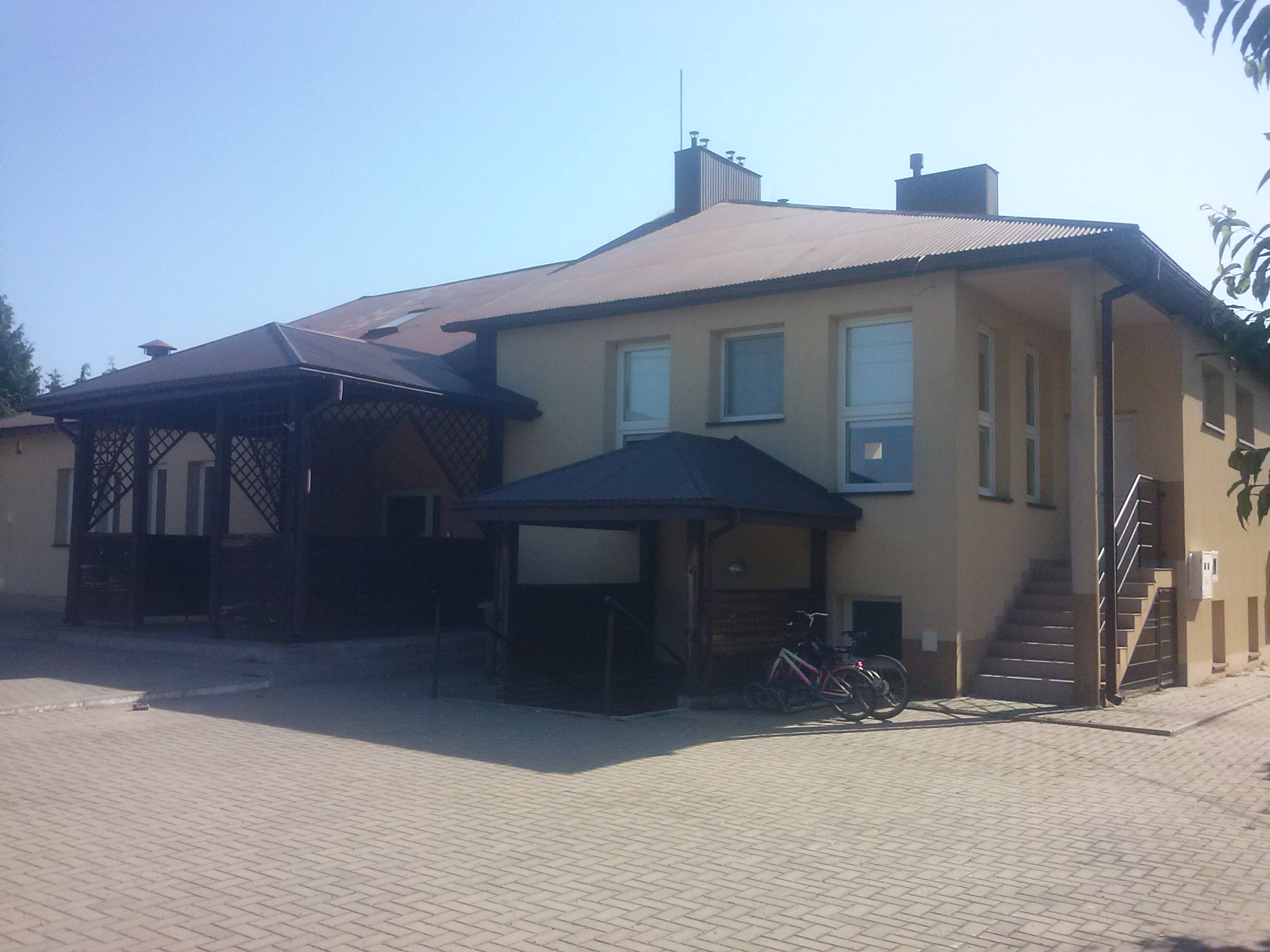
Świetlica wiejska

Czerce (do 14 lutego 1968 Czercze) – wieś w Polsce położona w województwie podkarpackim, w powiecie przeworskim, w gminie Sieniawa.
Położona 6 km na wschód od Sieniawy. Liczba mieszkańców: 443 (2005). Powierzchnia 2449,18 ha (druga pod względem wielkości wieś w gminie).
Prywatna wieś szlachecka, położona w województwie ruskim, w 1739 roku należała wraz z folwarkiem do klucza Jarosław Lubomirskich. 
Słownik geograficzny Królestwa Polskiego z 1890 wymienia Czerce jako przysiółek do wsi Czerwona Wola. W późniejszym czasie powstała samodzielna wieś Czerce.
W latach 1954–1959 wieś należała i była siedzibą władz gromady Czerce, po jej zniesieniu w gromadzie Sieniawa. W latach 1975–1998 miejscowość administracyjnie należała do województwa przemyskiego.
W 1928 roku w Czercach było 1 050 grekokatolików należących do parochii w Leżachowie. 
We wsi znajduje się kościół filialny pw. Matki Bożej Częstochowskiej (poświęcony 25 sierpnia 2013 roku), który przynależy do parafii Najświętszego Serca Pana Jezusa w Dobrej.
W lesie Głażyna przy drodze do Leżachowa znajduje się cmentarz wojenny z 1915 roku, na którym spoczywa prawdopodobnie 1056 żołnierzy austro-węgierskich, niemieckich i rosyjskich.

## Części wsi
| SIMC    | Nazwa     | Rodzaj    |
| ------- | --------- | --------- |
| 0610916 | Cedyły    | część wsi |
| 0610922 | Chodanie  | część wsi |
| 0610939 | Ciupiki   | część wsi |
| 0610945 | Ciurki    | część wsi |
| 0610951 | Gajdy     | część wsi |
| 0610968 | Głażyna   | część wsi |
| 0610974 | Kostrzaki | część wsi |
| 0610980 | Krawce    | część wsi |
| 0610997 | Króle     | część wsi |
| 0611005 | Nieściory | część wsi |
| 0611011 | Za Niwą   | część wsi |

## Oświata
Początkowo Czerce były przysiółkiem Czerwonej Woli. W 1889 roku w Czerwonej Woli (Czerce) została założona szkoła ludowa. Najpierw szkoła była jako niezorganizowana, a w latach 1889–1894 nie było nauczyciela (posada nie obsadzona). Szkoły na wsiach były tylko męskie, a dopiero od 1890 roku były etatowe mieszane (koedukacyjne). Pierwszym nauczycielem została Ksawera Niewiadomska. W latach 1890–1892 szkoła była filialna a od 1893 roku szkoła była 1-klasowa.
Nauczyciele kierujący w Czerwonej Woli-Czercach:
1889–1894. Posada nieobsadzona.
1894–1897. Ksawera Niewiadomska.
1897–1905. Antoni Sierżęga.
1905–1906. Zofia Tereszkowska.
1906–1914?. Antoni Tereszkowski.
W 2008 roku szkoła stała się filialna, podległa szkole podstawowej w Dobrej. W 2013 roku szkoła filialna została zlikwidowana. 